# Campeonato Catarinense de Futebol de 1930
O Campeonato Catarinense de Futebol de 1930 teve a participação de 4 equipes e foi promovido pela então LSCDT - Liga Santa Catarina de Desportos Terrestres, hoje Federação Catarinense de Futebol. O campeão foi o Avaí Futebol Clube.

## Equipes Participantes
| Equipe        | Município     |
| ------------- | ------------- |
| Avaí          | Florianópolis |
| Brasil        | Tijucas       |
| Marcílio Dias | Itajaí        |
| Brusquense    | Brusque       |

## Jogos registrados

### Primeira Fase
| Jogo                     | Data                 | bgcolor="gray" |
| Marcílio Dias 1-0 Brasil | 4 de janeiro de 1931 |                |

### Semi-final
| Jogo                         | Data                  | bgcolor="gray" |
| Marcílio Dias 3-1 Brusquense | 11 de janeiro de 1931 |                |

### Final
| Jogo                   | Data                | Observação            |
| Avaí 6-2 Marcílio Dias | 29 de março de 1931 | Estádio Adolfo Konder |

## Classificação final
Campeão: Avaí 

Vice: Marcílio Dias

## Campeão
| Campeonato Catarinense de 1930 |
| ------------------------------ |
| Avaí 5º Título                 |